# LGBT權利運動
LGBT權利運動（又稱同志權利運動、同志社會運動）是指一批鬆散結合的公民權利團體、人權團體、支持LGBT權利的團體、政治行動者或社會運動人士，以追求性別少數群體（包括女同性戀、男同性戀、雙性戀、跨性別，或雙性人）達到社會平等，以及獲得法律上的基本權利為目標。參与者不一定為該群體，也包括順性別以及異性戀者。

## 概述

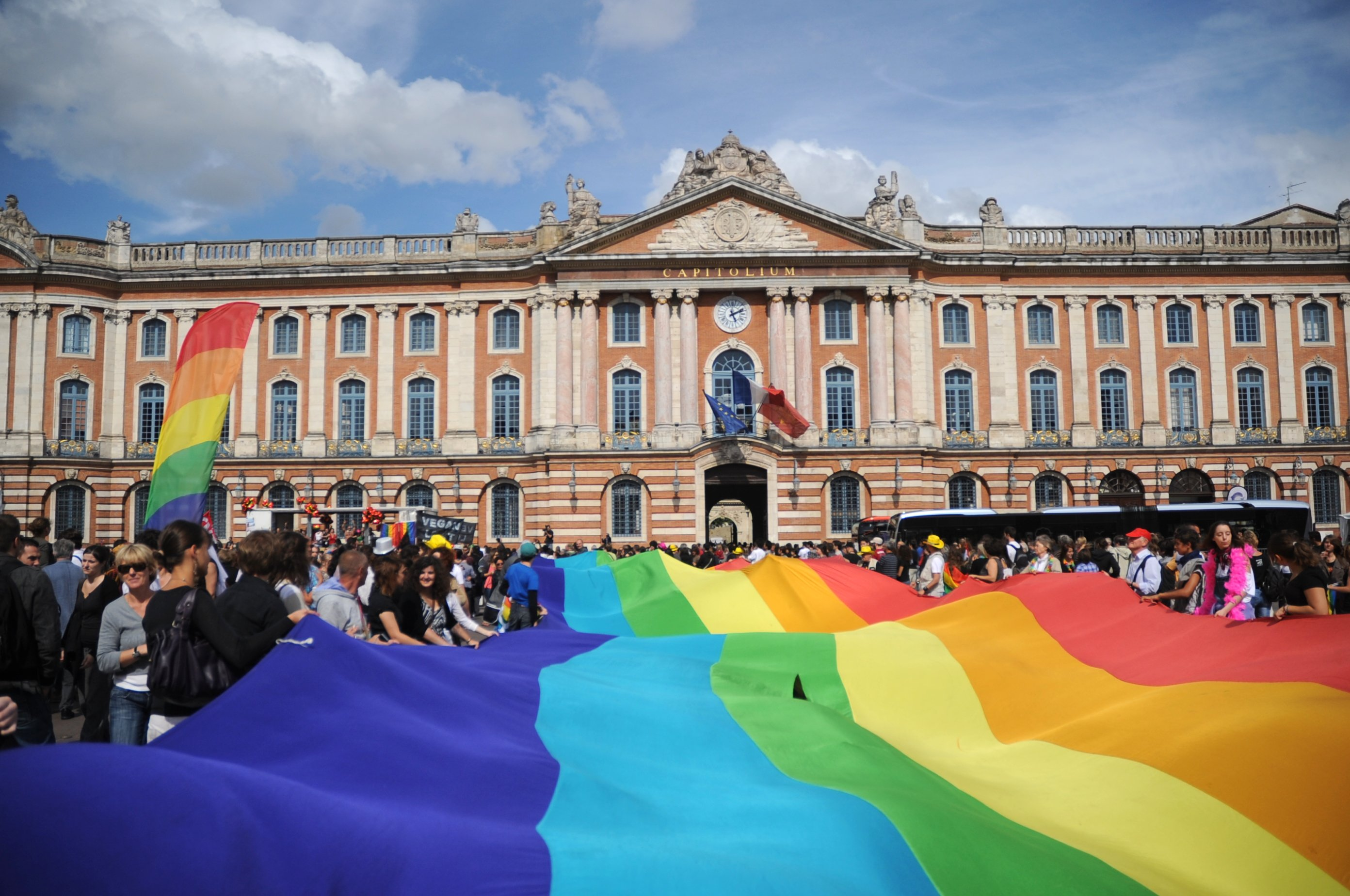
一场LGBT权利运动

LGBT權利運動組織來自於包括個人、以及宗教與政治團體。在華語文世界，也用「同志」一詞來稱呼。該詞最初指涉同性戀，後來有時候也會含括雙性戀、跨性別在內。
即便LGBT群體對權利運動內涵、信念有不同想像而難以概括與歸納，不過通常參与成員相信：
- 一個人的性別（包含心理性別）、性別氣質和性傾向為個人與生俱來不可分離的內在特質，反對基於性別偏見所產生的歧視行為。
- 無論一個人的性別為何，都應當在法律中享有平等的權利與價值。
- 反對社會對同志的非理性恐懼、偏見和仇恨，不單只是對同志，對整個社會來說也是危險的。
- 反對負面的描繪同志的形象（意即將同志視為一種罪惡或變態）是不恰當、受到誤導、或甚至完全就是惡意的。
- 性別是自然和天生的，並非一種選擇，是無法改變的。
- 反對企圖嘗試改變一個人對性別的認同，如果不是危險的企圖，那頂多也只是一種誤導（如走出埃及條目與補償療法等）。

最先的一次同性恋权利运动发生在二战前的德国，以Magnus Hirschfeld为中心。这次同性恋权利运动完全被阿道夫·希特勒的纳粹黨政權镇压（参看纳粹德国的同性恋者）。

## 與性解放的關連
「性解放」一詞有時會被理解成「追求性慾滿足」，而引起眾多批評。然而，解放(liberation)的原意是指從壓迫中獲得解放，破除壓迫而獲得自由，因此性解放是在追求對於自我性實踐掌控的自由、破除對於性的壓抑(repress)。
簡言之，性解放或可被視為一種對於性的自主權（但有些人也可能在此種理解外，再加以擴張對於性解放的定義和行動）。
西方世界的同志運動之所以曾與美國1960年代的性解放運動有過些許關連，是因為在「歐美歷史」上，同性之間的情慾遭受壓抑、排斥以及刑罰管制，另外也與女性主義中的性積極女性主義流派影響有關。
不過，同志運動未必即等同於性解放運動，兩者也未必有共通目標。例如，同志社會運動可能會要求同性婚姻的立法，來達到社會平等的目標（參見社會不平等），並實現基本權利的保障。然而有些性解放人士會將婚姻視為一種對於性的壓抑和社會控制手段，而反對同性婚姻立法。

## 與反色情的關連
由於同志運動與婦女運動密切相關，牽涉到女性主義性戰爭中女性主義者對色情、BDSM與娼妓制度的意見分歧，並非所有同志運動者皆為性解放論者，同志運動中的反色情論者將色情視作性別歧視、性剝削、性暴力與仇恨言論。反色情女性主義就起源於女同志社群，並引發女同志社群內部爭論，女同志運動者安德里亞·德沃金與男同志運動者約翰·史托騰伯格皆為早期著名的反色情運動者，跨性別女性主義學者兼運動者喬勒·萊恩也在「色情作為性暴力」的學術研討會發表論文，主張跨性別女性受到色情文化的傷害。

## 各地發展

### 美国

#### 性学研究
在美国，紧接着二战结束后的几年就有了一些同性恋权利运动的步伐。
在这段时间里，阿爾弗雷德·金賽（Alfred Kinsey）发表了《人類男性性行為》（Sexual Behavior in the Human Male）一书，这是第一本以科学眼光研究性主题的著作。金塞通过大量的研究发表了一个惊人论断：总人口中大约有4%的人是絕對的同性恋者，直接向当时流行的观念提出了质疑。在这本著作发表以前，同性恋通常不会成为讨论作的主题，但是在它发表之后，同性恋话题开始出现在一些刊物中，甚至是像《时代杂志》（Time Magazine）、《生活杂志》（Life Magazine）等中。

#### 同志社群形成
虽然同性恋话题进入了主流杂志的讨论中，但是直到1960年代以前，社会的意识或法律都没有多少的改变。直到1960年代的性革命和民權運動，在女權及少數族裔的公民權得到進展後。这是一段很多社会领域放生巨变的时期，包括性方面。
这些著作，连同二战后开始的向城市的大量移民，同性恋社区开始在市中心形成，而同性恋者也开始意识到他们是作为社会少数族群而不是一些少数的“性别颠倒”的孤岛而存在。虽然在20世纪早期，同性恋酒吧就已经存在，但是数量仍然很小。
二十世纪五十年代到六十年代，随著同性恋社区的发展，同性恋酒吧的普及，以及同性恋身份认同的加深，同性恋开始对他们的作为社会“流浪者”和“犯罪者”的地位日益不满。然而，在20世纪六十年代末以前，與女權及黑人民權組織相比，他们只有很少的社会力量。

#### 同志运动
1969年6月28日的石墙骚乱（Stonewall riots）被认为是现代同性恋运动的出发点。当时所有相关的秘密变化都达到了转折点。同性恋者开始大规模的组织起来要求合法的地位、社会认同和平等权利。
石墙骚动的一个結果是“同性恋解放阵线”的建立（Gay Liberation Front，GLF，建立于纽约市）。这个组织的“一个同性恋者的宣言”（A Gay Manifesto）为刚刚形成的同性恋运动设立了目标。阵线的分支开始遍及全美。这些组织成为全球各种争取同性恋平等权利的组织创立的基础。而在這段時間，不少國家立法把同性戀除罪化，
今天，保卫同性恋者免受憎恨、暴力和其他形式的歧视是美国同性恋权利的主要议题，他们把这些描述为人权的本质。确实，在美国最有影响力的同性恋权利组织之一就称为“人权战线”（Human Rights Campaign）。其他的同性恋权利组织包括“全国男女同性恋工作组织”（National Gay and Lesbian Task force，NGLTF），“同性恋的双亲和朋友”（Parents and Friends of Lesbians and Gays，PFLAG）和“反诽谤男女同性恋联盟”（Gay and Lesbian Alliance Against Defamation，GLAAD）。
同性恋權利运动在1990年代後，在罪一些地区開始取得成效。鸡奸法在美国很多州都于20世纪被取消或推翻（2003年的劳伦斯对决德克萨斯州的案件中，所有的鸡奸法都被判定违宪的，至此美国才正式同性恋除罪化，在法律上享有平等地位）。很多公司和地方政府都在他们的非歧视规定中增加禁止基于性取向的歧视。在美国一些地区，对同性恋的暴力被视为是仇恨罪行，并会受到严厉的惩罚。
美国的佛蒙特州在1990年代後期为婚姻提供了另一种选择：民事结合（civil union）。同性恋者在全國一些地区可以领养子女，虽然要經過繁複的程序。
2013年6月26日，美國最高法院宣判捍衛婚姻法案第三章違憲。
2015年6月26日，美國最高法院承認並使全国同性婚姻合法化。
在文化方面，相似的变化正在进行。正面和写实的同性恋者角色，在电视和电影上开始增多，不少製作亦加入同性恋者的元素，如摩登家庭。

#### 宗教反对势力的发展
反对同性恋权利运动发展的主要阻力通常是主流基督教福音派教會、天主教、摩門教和其他社会保守派人士，自1980年代开始反对同性恋权利运动。反对同性恋权利运动与社会世俗主义快速发展相对应的，是被部分人称为第四次大覺醒的宗教运动。一些学者，特别是历史经济学家罗伯特·福格尔（英文：Robert Fogel，1993年诺贝尔经济学奖获得者）认为其发生于1960年代到70年代早期。其概念有争议，许多历史学家认为，这些年里面在美国发生的宗教变化没有达到前三次大覺醒運動的等级。因此第四次大觉醒本身没有很广泛的被接受。
无论是否构成一次觉醒，变化确实发生了。主流新教徒在成员和影响力方面大大降低，而最保守的福音派会员（如美南浸信会（Southern Baptist），和密苏里路德会（Missouri Synod Lutherans））数量上迅速的增长，在全美发展开来。宗教内部发生了很严重的神学斗争及分裂，并形成政治力量。福音神学（Evangelicalism）和原教旨主义（Fundamentalism）的基督教保守派系也在快速的增加。同时世俗主义（Secularism）引人注目的迅速增长（即使在教會內亦然），不少保守基督教会发现他们在同性恋权利，堕胎及创世论等主题上与之进行斗争。

#### 生活中的反歧视
在美国，在全国私营企业中，没有防止雇员因为性取向受到就业歧视的联邦法律。但是，目前大多数美国的跨国大企業（例如IBM、微软、福特汽车、可口可乐、波音、迪士尼、AOL等），都制定了公司内部的反歧视政策，适用于公司内部的就业、福利、升职、工作环境和公司文化、公司决策等各方面。并且，在22个州，包括哥伦比亚特区，以及超过140个城市中都有禁止歧视的禁令。颁布在私营企业中禁止基于性取向歧视的有加利福尼亚州、康涅狄格州、夏威夷州、马里兰州、马萨诸塞州、明尼苏达州、内华达州、新罕布什尔州、新泽西州、新墨西哥州、纽约州、罗得岛州、佛蒙特州和威斯康星州。这些禁令也包含了很多的其他方面，例如住房或公共设施。
一个禁止全美公共范围内反同性恋就业歧视的议案已经交给美国国会讨论，也就是所谓的《就业非歧视法案》（Employment Nondiscrimination Act，ENDA）。2013年11月7日，該法案以64-32票參議院獲支持通過，當中獲部分共和黨參議員支持，其後獲美國總統奧巴馬簽署生效，但法案沒有限制私人企業。
1998年3月4日，美国最高法院在对Oncale v. Sundowner Offshore Services的判决中表示，联邦法律对发生在工作中的性骚扰，无论双方是异性还是同性同样适用。但是，较低级的法院关于这个判决是否适用于有反同性恋意图的骚扰仍存在分歧。

### 加拿大
加拿大在1969年將同性戀除罪化，此後LGBT權利運動開始發展。2003年加拿大的魁北克省和新斯科舍省、安大略省承认两个同性间的共同法婚姻（common-law marriages）。安大略省法院和魁北克最高法院要求联邦政府在未来两年内为同性恋者提供完全的权利。2005年加拿大正式承認全国同性婚姻。至此，加拿大成為首個同性婚姻合法化的美洲國家。

### 歐洲
欧洲的一些国家早在1960年代已把同性戀除罪化，並發展LGBT權利運動，歐洲LGBT權益普遍較世界其他地區更進步。
1989年，丹麥成為首個允許民事结合的國家。1999年，法國允許民事结合。2001年，荷兰成為首個同性婚姻合法化的國家。此後比利时於2003年允许同性婚姻；西班牙於2005年允许同性婚姻。此後，葡萄牙、冰島、英國、法國、挪威、瑞典、愛爾蘭、丹麥、奧地利、荷蘭等亦允许同性婚姻。瑞士、意大利、希臘則允许民事结合。

### 台灣
台灣對於同志群體相對寬容，同志權利運動1990年代開始發展。一些同志團體及支持者在2012年聯署提交多元成家立法草案，該草案僅婚姻平權法案得到特定立委支持，伴侶法與家屬法皆因立委連署支持不夠而未能進入立法院，婚姻平權法案因被國民黨主控的立法院退回而無法交付司法委員會，擱置在立法院未有進展。2016年民進黨為立法院多數後，婚姻平權法案重新提上議程，並經立法院一讀交付司法委員會審查。2018 年反對民法承認同性婚姻（主張以其他形式保障權益）的公投案分別以 72.48%（#10），67.44（#11）， 61.12% （#12）通過；主張民法承認同性婚姻的公投案以 32.74%（#14），34.01%（#15）不通過。
香港
香港在1991年把同性戀非刑事化，此後LGBT權利運動開始發展。早在1990年代開始討論性傾向歧視條例，但因社會的主流意見普遍反對而一直無進行公眾諮詢，而香港政府亦不大重視相關的議題。
香港一些基督教保守派團體一直反對就性傾向歧視條例進行任何諮詢和立法。2013年在香港特別行政區行政長官梁振英發表2013年度香港行政長官施政報告前夕，於添馬艦政府總部的添馬公園集會，反對就性傾向歧視條例進行任何諮詢和立法。他們擔心立法會造成逆向歧視，並會限制香港人的言論自由。施政報告最終表明沒有計劃立法。
香港首位同志立法會議員陳志全及其他香港同志團體認為，香港政府不必諮詢，應該立即通過有關保護同志權利的香港法例，甚至接受同性婚姻。而特區政府方面，政制及內地事務局譚志源表示，同志平權不可「一步登天」，因為社會未有共識。

## 外部連結
- Norris v. Ireland （页面存档备份，存于） (European Court of Human Rights case law)
- Report of the European Commission Of Human Rights on the case of Sutherland v. the United Kingdom (Application 25186/94), 1 July 1997 （页面存档备份，存于）
- LookSmart - GLB Rights
- Open Directory Project - GLB Issues （页面存档备份，存于）
- Yahoo! - GLB Politics and Civil Rights